# Reserva de fauna de okapis

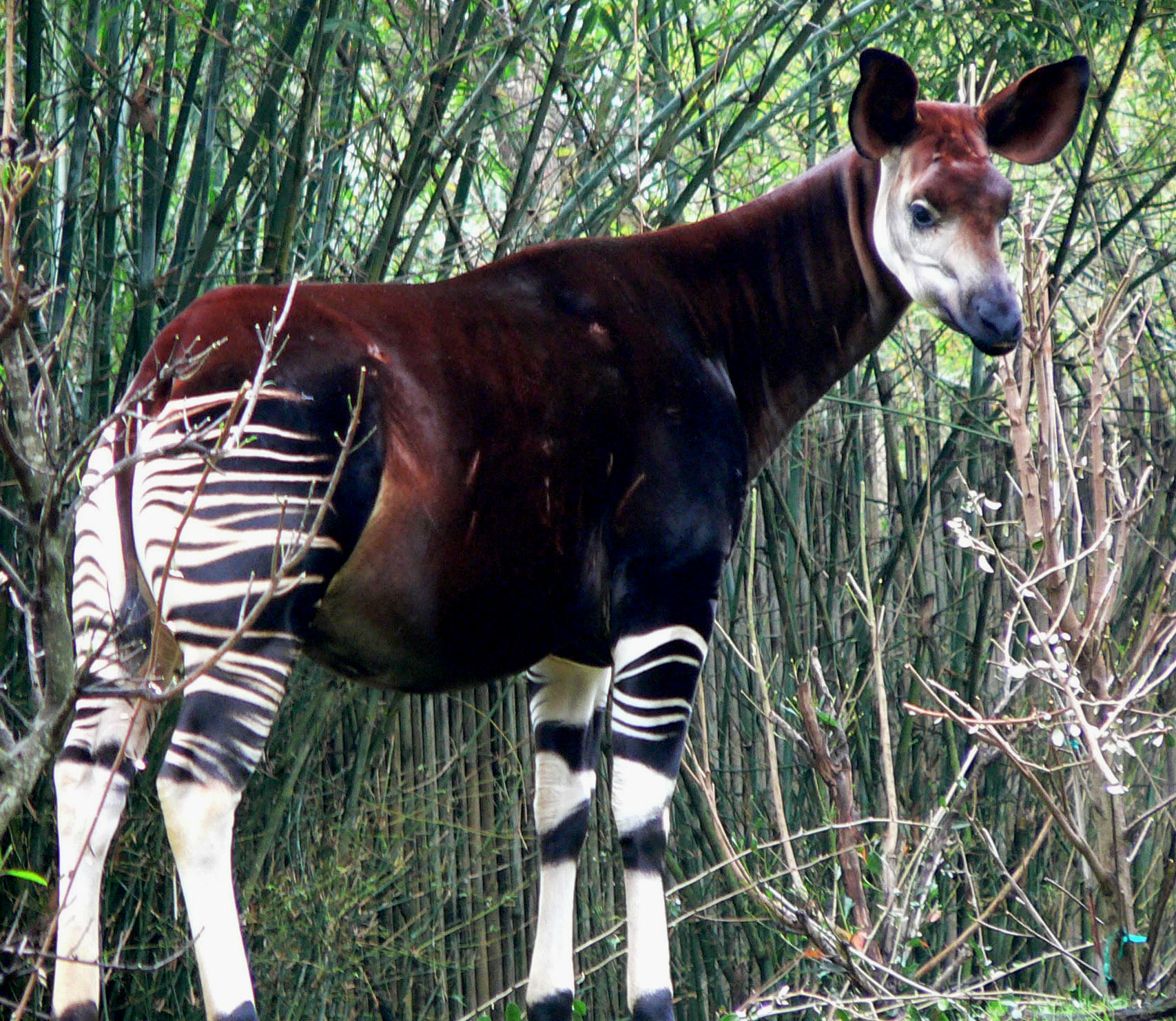
Ejemplar de okapi, que habita en la reserva.

La Reserva de fauna de okapis se localiza en la selva de la provincia de Ituri en el noreste de la República Democrática del Congo, cerca de las fronteras con Sudán y Uganda. Tiene aproximadamente 14.000 km² de superficie, y cubre aproximadamente un quinto del área de la selva. 
Tal como indica su nombre la reserva alberga un número considerable de okapis. El okapi (Okapia johnstoni) es una especie de mamífero artiodáctilo de la familia Giraffidae. Es el pariente vivo con más similitudes genéticas con la jirafa. Se le considera a veces un fósil viviente por su parecido con los primeros jiráfidos que aparecieron en el Mioceno. No se conocen subespecies y es la única especie de su género. En 1996, el número de okapis en la reserva se estimaba en 3.900 y 6.350 personas, de una población mundial de unos 10.000 y 20.000 habitantes.
La reserva fue declarada Patrimonio de la Humanidad de la Unesco en 1996, e incluida en la Lista del Patrimonio de la Humanidad en peligro en 1997.

## Ecología

### Flora
La reserva de vida silvestre representa aproximadamente una quinta parte del área total del bosque de Ituri. Como refugio del Pleistoceno, el bosque contiene densos bosques de hoja perenne y semi-siempreverdes, dominados por árboles Mbau ( Gilbertiodendron dewevrei).
En el bosque hay varios tipos de vegetación, desde árboles de maderas nobles que alcanzan el récord de 52 m de altura hasta pequeños ejemplares con troncos de una decena de centímetros.  En algunas zonas, el suelo del bosque es una vasta red de raíces enmarañadas que hace imposible recorrer muchas zonas a pie. En otras, la densidad del canope no deja pasar la luz, y el suelo del bosque carece de vegetación. Donde hay luz se agrupan plantas herbáceas de gran desarrollo. La variedad de semillas permite la existencia de numerosos pequeños mamíferos (entre los roedores Deomys ferrugineus, Hybomys univittatus, Hylomyscus stella, Lophuromys flavopunctatus, Malacomys longipes, Mus minutoides, Oenomys hypoxanthus y Praomys jacksoni). Los ríos Nepoko, Ituri y Epulu atraviesan la reserva, rodeados de bosques pantanosos. Los afloramientos de granito en el norte de la reserva protegen el hábitat crítico de Encephalartos ituriensis, una especie de cícadas amenazada.

### Fauna
Debido a su clima relativamente estable durante las repetidas glaciaciones, la reserva de vida silvestre y el bosque de Ituri en su conjunto protegen una comunidad biológica única. Como su nombre lo indica, la Reserva de Vida Silvestre Okapi es el hogar de muchos okapis. 
El okapi es un jiráfido de tamaño medio que mide 1,5 m de altura hasta el hombro. La longitud media de su cuerpo es de unos 2,5 m y su peso oscila entre 200 y 350 kg. Tiene el cuello largo y las orejas grandes y flexibles. En agudo contraste con las rayas horizontales blancas de las patas y los tobillos blancos, el pelaje del okapi es de color chocolate a marrón rojizo. Las rayas distintivas se asemejan a las de una cebra. Estas características sirven como un camuflaje eficaz en medio de la densa vegetación. La cara, la garganta y el pecho son de color blanco grisáceo. [Las glándulas interdigitales están presentes en las cuatro patas, y son ligeramente más grandes en las delanteras.
En 1996, el número se estimó en alrededor de 3900–6350, de una población mundial de alrededor de 10,000–20,000. En 1996, había aproximadamente 7.500 elefantes y 7.500 chimpancés dentro de la reserva, aunque esos números probablemente han disminuido significativamente en los últimos años debido a la caza furtiva y la inestabilidad política.
El elefante africano de bosque (Loxodonta cyclotis), es un habitante de la reserva. Esta especie de elefante se encuentra en peligro crítico de extinción. Los elefantes de bosque son más pequeños que otras especies de elefantes africanos y tienen cinco dedos delante y cuatro detrás, como sus primos los elefantes de bosque asiáticos. Se les considera los "mega jardineros del bosque" por su capacidad para esparcir árboles que capturan carbono a través de su estiércol.
El leopardo africano (Panthera pardus pardus) es el único depredador natural del okapi. Sin embargo, debido a su gran estatura, normalmente sólo los cazan como último recurso. En su lugar, los leopardos cazan duiqueros, reptiles, roedores e incluso búfalos y babuinos. Estos cazadores nocturnos pueden correr hasta 93 km/hora y saltar 6 metros por el aire.
Otros mamíferos identificados dentro de la reserva incluyen, el búfalo rojo, el antílope almizclero enano de agua, el bongo, el antílope pigmeo de Bates y el cerdo hilóquero. Los bosques de Ituri son el hogar de 17 especies de primates que se han observado dentro de la reserva, tienen la mayor riqueza de especies de primates de cualquier bosque africano.
La reserva tiene más de 370 especies de aves y es uno de los sitios más importantes para la conservación de aves en África continental. Muchas de las especies de aves que se encuentran en la reserva son endémicas de la cuenca del Congo, incluido el pavo real del Congo en peligro de extinción.
La imponente montaña Mbiya domina la aldea de Epulu , y dentro de la reserva también viven pigmeos nómadas Mbuti y granjeros bantúes.

## Historia
La Reserva de Fauna de Okapis se creó con la ayuda del "Proyecto de Conservación del Okapi" (en inglés "Okapi Conservation Project") en 1992. El "Proyecto de Conservación del Okapi" (PCO) fue fundado en 1987 para la protección de los okapis y su hábitat. Los okapis se encuentran únicamente en la República Democrática del Congo y se consideran la especie emblemática del bosque de Ituri. El PCO cuenta con alrededor de cien miembros de personal y ciento diez guardabosques gubernamentales bajo la dirección del "Instituto del Congo para la Conservación de la Naturaleza". El Proyecto de Conservación del Okapi está asociado con la "Red de Conservación de la Vida Silvestre" (en inglés Wildlife Conservation Network). El fundador del PCO, John Lukas, también es miembro fundador de la Red de Conservación de la Vida Silvestre. En 1992, el proyecto ayudó a crear la Reserva de Vida Silvestre del Okapi, que abarca 13.700 kilómetros cuadrados del bosque de Ituri, que fue designada como Patrimonio de la Humanidad por las Naciones Unidas en 1996. El proyecto sigue apoyando a la reserva formando y equipando a los guardias de la fauna salvaje y proporcionando ayuda para mejorar la vida de las comunidades vecinas. La Reserva de Fauna de Okapi se incluyó en la lista de lugares en peligro del Patrimonio Mundial en 1997. Las principales amenazas para la reserva son la deforestación, causada principalmente por la agricultura de tala y quema, y la caza comercial para la venta de carne de animales silvestres. La minería de oro también ha sido problemática para la Reserva. A partir de 2005, los combates en el este del país se trasladaron a los límites de la Reserva, lo que provocó la huida o la evacuación de su personal. La falta de financiación debido a las malas condiciones políticas y económicas de la República Democrática del Congo también ha sido problemática. Se espera que se pueda desarrollar el ecoturismo en la zona, lo que permitiría aumentar la financiación y mejorar la concienciación del público.

## Conservación
La reserva de fauna silvestre la ubicación del Centro de Conservación e Investigación de Epulu, en el río Epulu. Esta instalación se remonta a 1928, cuando el campo fue fundado por el antropólogo estadounidense Patrick Putnam como estación de captura, donde se capturaban okapis salvajes para enviarlos a zoológicos estadounidenses y europeos. Hasta 2012 seguía cumpliendo esa función, aunque con una metodología muy diferente, ya que los okapis permanecían en el Congo. En 2012, un ataque rebelde dejó muertos a los okapis cautivos del centro y se decidió centrarse exclusivamente (al menos mientras hubiera problemas de seguridad) en la conservación de los okapis salvajes de la reserva. El centro también lleva a cabo una importante labor de investigación y conservación.
En la reserva viven pigmeos nómadas mbuti y agricultores de habla bantú. En las ciudades a lo largo de una carretera que atraviesa la reserva, durante años ha habido una inmigración progresiva desde las zonas densamente pobladas del este del país. Por eso se ha puesto en marcha un programa para controlar esta tendencia. La atención se centra en mejorar el rendimiento de las tierras agrícolas existentes.

## Minería de oro
En 2015 había un campamento de minería artesanal de oro en Muchacha, dentro de la reserva, que empleaba a unas 8.000 personas. La mina estaba dirigida por una facción rebelde poco organizada, Mai-Mai Simba, que pretendía liberar a la población local de las restricciones de uso de la tierra impuestas por la reserva. El guardián de la reserva, el coronel Lucien Gedeon Lokumu, anunció la operación Safisha para limpiar la reserva de fuerzas rebeldes y operaciones mineras.
Un informe de junio de 2021 del Grupo de Expertos de las Naciones Unidas sobre la República Democrática del Congo planteaba su preocupación por la presencia de operaciones de dragado semiindustrializadas a 12 kilómetros al sur de Bandegaido, dentro de la reserva de Okapi Wildlife. La explotación minera se llevó a cabo dentro del Complejo Muchacha Ming (MMC), que está amparado por un permiso del Catastro Minero oficial de la RDC, en manos de la empresa MCC Resources, del empresario chino Kong Maohuai. La empresa Kimia Mining Investment sarl operaba en la mina. La minería es ilegal en la reserva, y las FARDC tropas estaban vigilando el yacimiento minero, también en violación de la legislación congoleña.
Ese mismo mes, las autoridades congoleñas anunciaron la incautación de 31 kg de oro (por valor de unos 1,9 millones de dólares) de esta mina de Muchaha. A partir de 2022, organizaciones no gubernamentales como el Consejo para la Defensa del Medio Ambiente a través de la Legalidad y la Trazabilidad (CODELT) y Alerte Congolaise pour l'Environnement et les Droits de l'Homme (ACEDH) culpan a las operaciones mineras de destruir la selva virgen dentro de la reserva. 

## Ataques de rebeldes

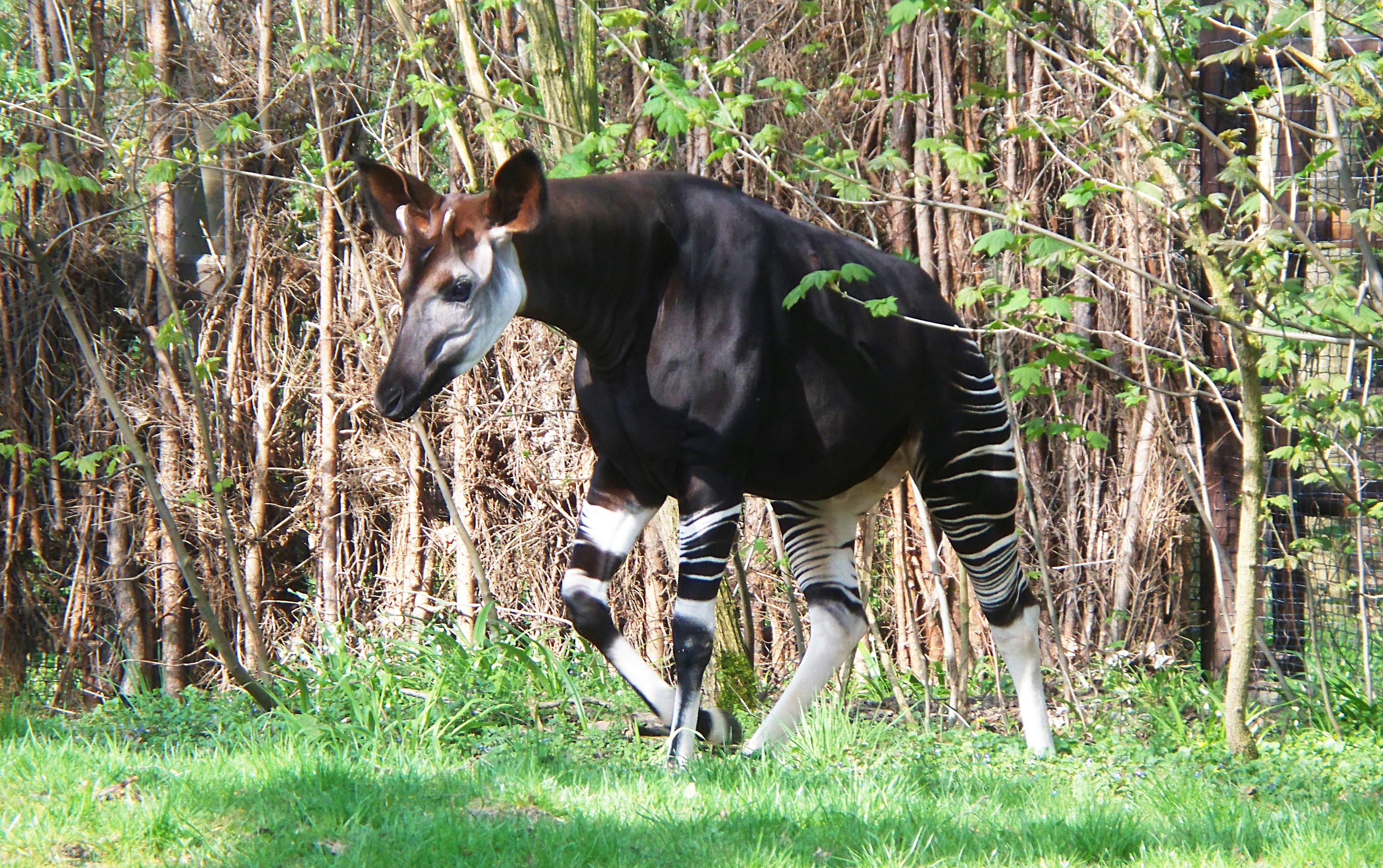
Un okapi

El 24 de junio de 2012, el Centro de Conservación e Investigación de Epulu fue atacado, saqueado e incendiado por un grupo de rebeldes Mai-Mai, liderado por Paul Sadala (alias Morgan) y formado por cazadores furtivos de elefantes y mineros ilegales. Durante el ataque, murieron 13 de los 14 okapis que había en el centro (el último murió más tarde por las heridas sufridas durante el ataque) y también murieron seis personas, entre ellas dos guardias de la fauna. Muchos otros lugareños, algunos menores de edad, fueron secuestrados, pero todos fueron liberados más tarde. A principios de agosto, la situación de seguridad había mejorado gracias a las tropas del ejército congoleño y a los guardias de la Autoridad de la Fauna Congolesa, y habían comenzado los preparativos para reparar el centro. Tras las donaciones de todo el mundo, se había reconstruido un año después del ataque.
El 14 de julio de 2017, se produjo un ataque en la sección de la reserva cercana a Mambasa, probablemente por parte de rebeldes mai-mai. Los periodistas extranjeros (dos británicos y un estadounidense) y varios guardabosques locales salieron ilesos, pero cinco empleados locales de la reserva (cuatro guardas y un rastreador) murieron. Varios de los atacantes también murieron.